# La Chapelle-Gauthier (Eure)
La Chapelle-Gauthier település Franciaországban, Eure megyében. Lakosainak száma 406 fő (2022. január 1.). La Chapelle-Gauthier La Folletière-Abenon, La Vespière-Friardel, Broglie, La Goulafrière és Saint-Aubin-du-Thenney községekkel határos.

## Népesség
A település népességének változása:
| Lakosok száma | 426  | 349  | 350  | 353  | 402  | 409  | 398  | 408  | 410  | 406  |
|               | 1968 | 1982 | 1990 | 2006 | 2013 | 2015 | 2017 | 2019 | 2020 | 2022 |